# 385 (tal)
385 är det naturliga talet som följer 384 och som följs av 386.

## Inom vetenskapen
- 385 Ilmatar, en asteroid.

## Inom matematiken
- 385 är ett udda tal
- 385 är ett sammansatt tal
- 385 är ett defekt tal
- 385 är ett sfeniskt tal
- 385 är ett Prothtal
- 385 är ett ikosagontal
- 385 är ett kvadratpyramidtal